# Wonck
Wonck [wɔ̃ːk] (en wallon et en néerlandais Wonk) est une section de la commune belge de Bassenge située en Wallonie dans la province de Liège.
C'était une commune à part entière avant la fusion des communes de 1977.

## Démographie
- Sources:INS, Rem:1831 jusqu'en 1970=recensements, 1976= nombre d'habitants au 31 décembre

## Histoire[2],[3],[4]
Village wallon, Wonck fut rattaché au département de la Meuse-Inférieure (majoritairement flamand) sous le régime français. Lors du partage de la province de Limbourg entre la Belgique et les Pays-Bas, Wonck fut transféré à la province de Limbourg.
Altitude : 79 mètres au seuil de l'église.
Superficie : 1 050 hectares.
Cours d'eau : le Geer.
Jadis, tressage de la paille pour la confection de chapeaux.
Agriculture : élevage de bétail et cultures (Blé, betterave,colza et maïs).
Wonck fut, pendant l'ancien régime, une seigneurie ecclésiastique appartenant au chapitre de la collégiale Saint-Paul de Liège. Un conflit a opposé jusqu'au XIIIe siècle, le chapitre à la famille de Herck concernant la charge de « mayeur », c'est-à-dire la présidence du tribunal des échevins.
Ce n'est qu'en 1963 que Wonck fut transféré à la province de Liège.

## Patrimoine et culture

### Patrimoine architectural

#### L'église Saint-Lambert
Cette église est de style roman et néo-roman.
Elle est entourée d'un cimetière muraillé ; cet édifice est composé d'une tour en moellons et en silex datant du XIIe siècle et d'un vaisseau (nef à 5 travées et chœur à chevet plat) qui fut reconstruit en tuffeau sur les plans de l'architecte J. Hacken, en 1950.
L'église se situerait à l'emplacement d'une villa romaine.
À l'intérieur, on peut voir des dalles funéraires datées de 1260, 1291, 1401, 1607.
Au second niveau de la tour, on peut distinguer des ouvertures de tir.
Le silex et le tuffeau faisaient partie des matériaux de la région et ils étaient donc très utilisés ; l'église de Wonck nous en montre un bel exemple.

## Galerie

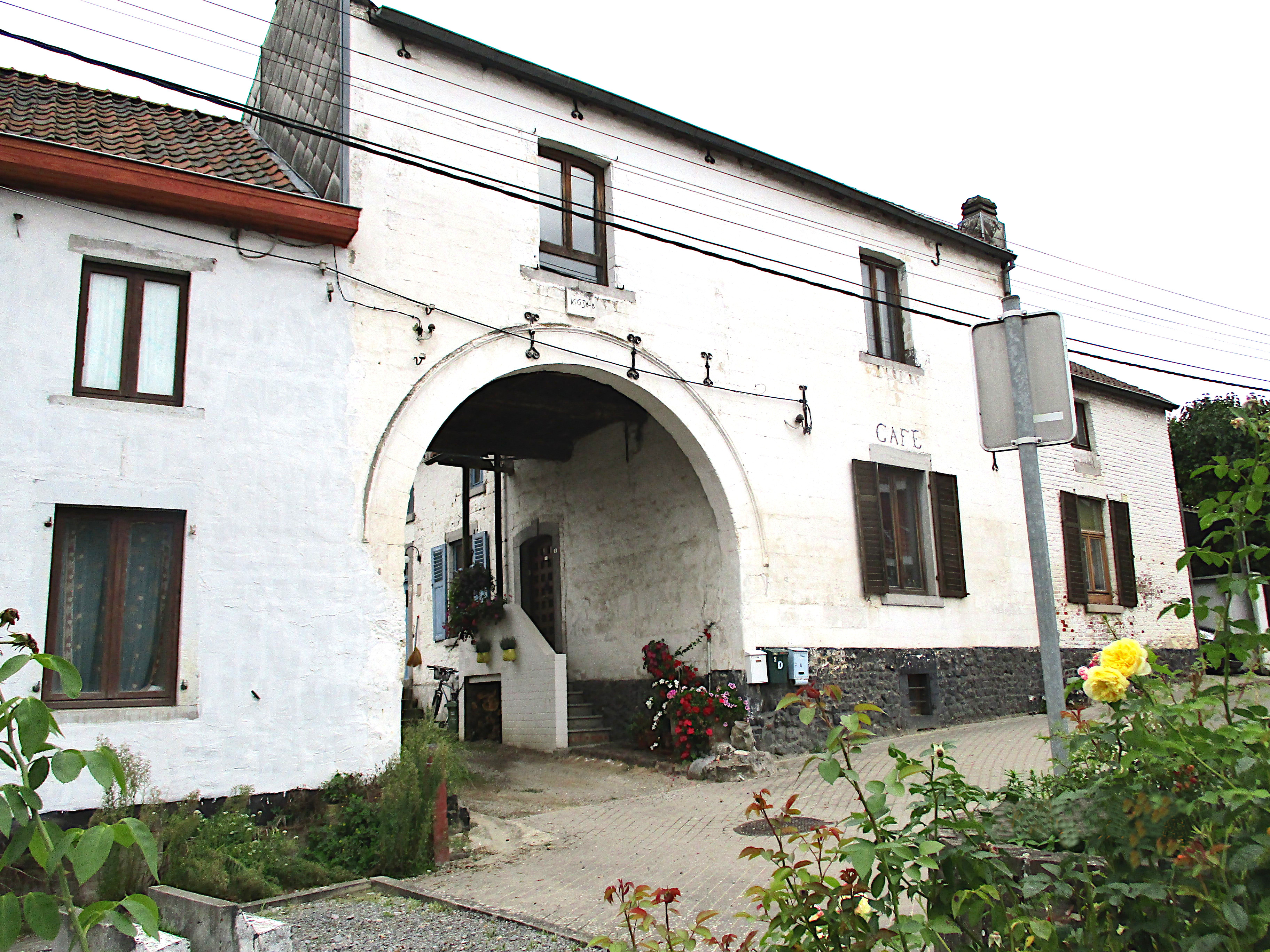
Ferme de 1633.
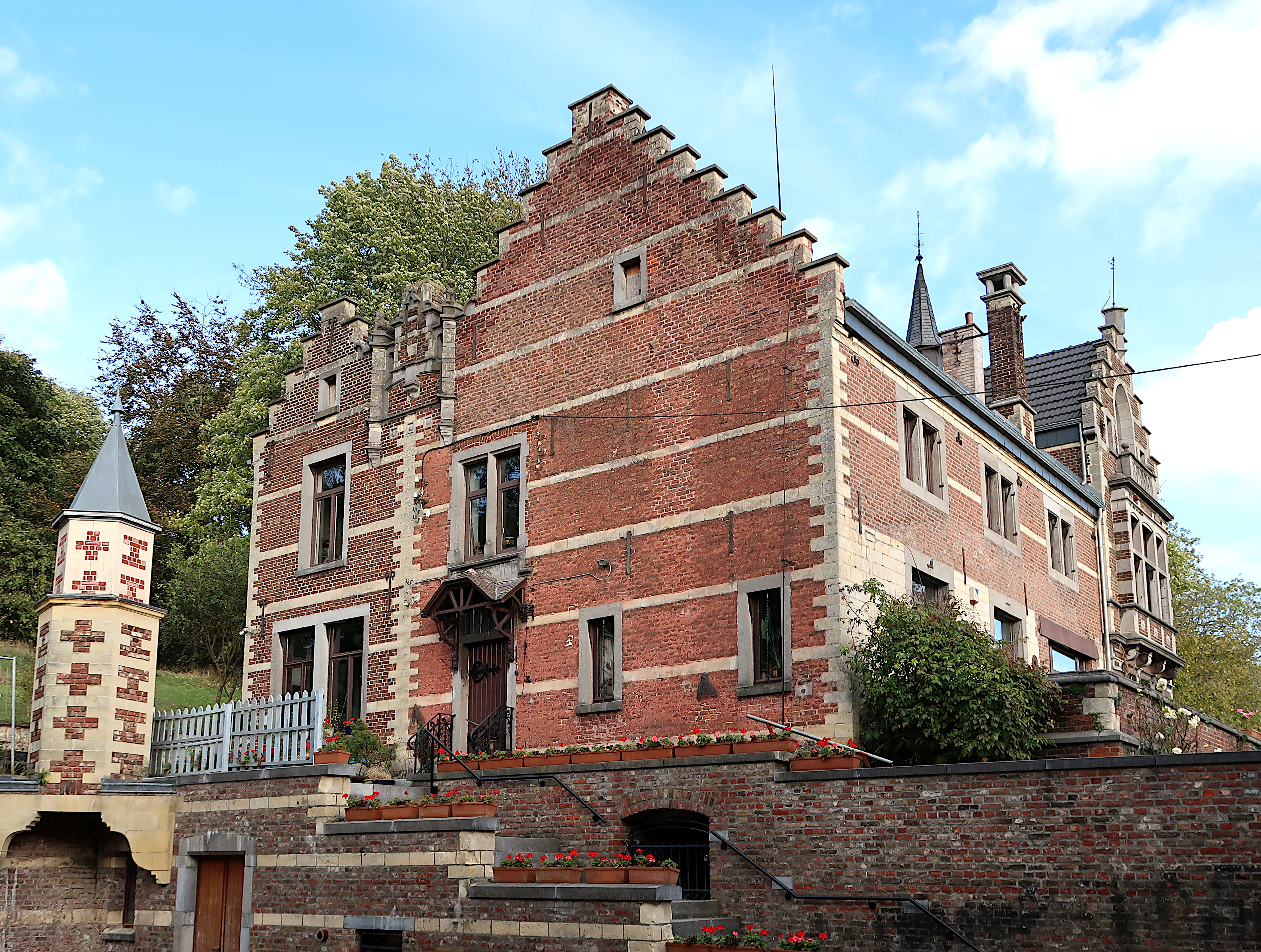
Presbytère de 1738.
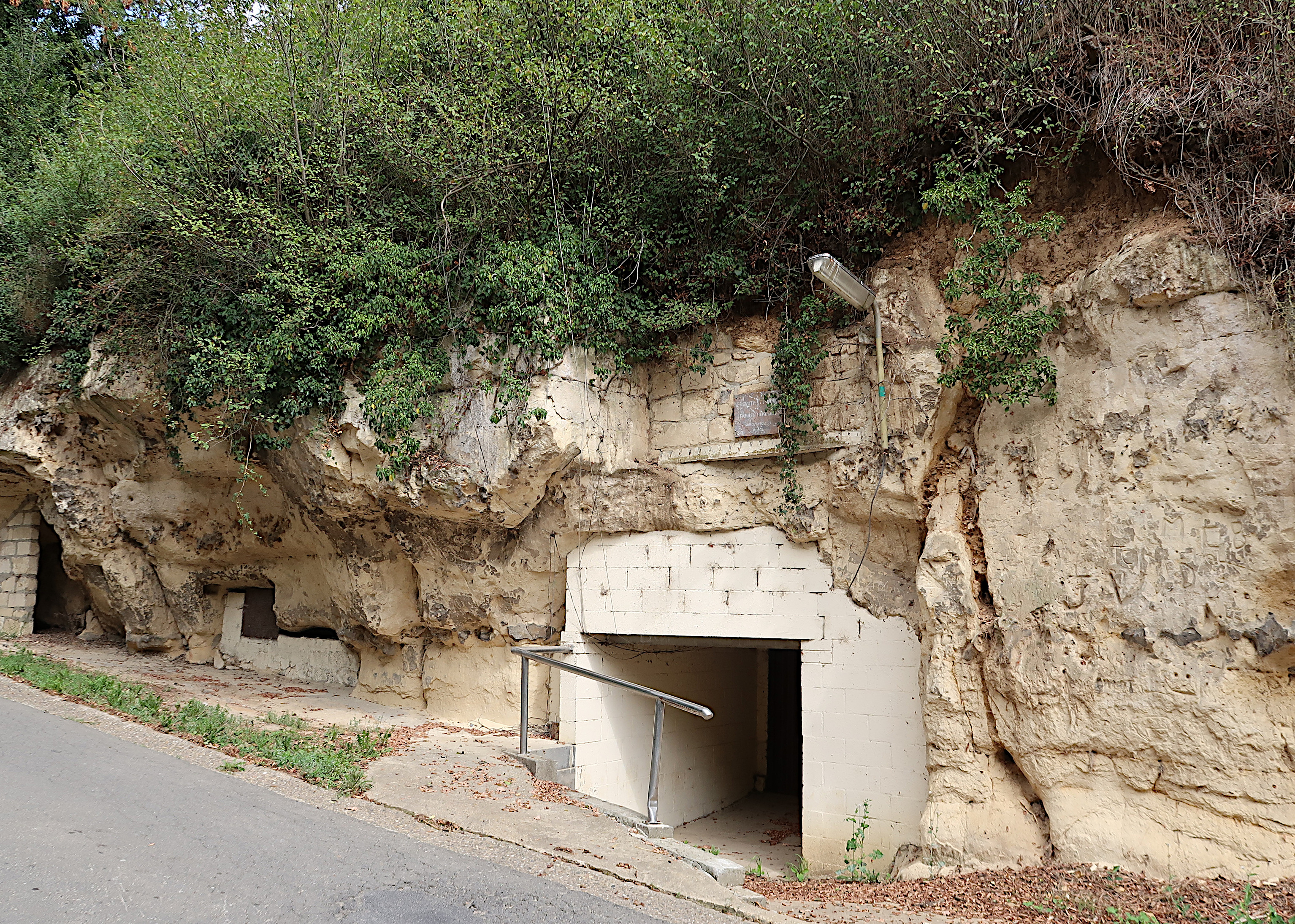
« Grottes de Wonck », une ancienne carrière de tuffeau devenue champignonnière Hendrikx et un lieu de fête.
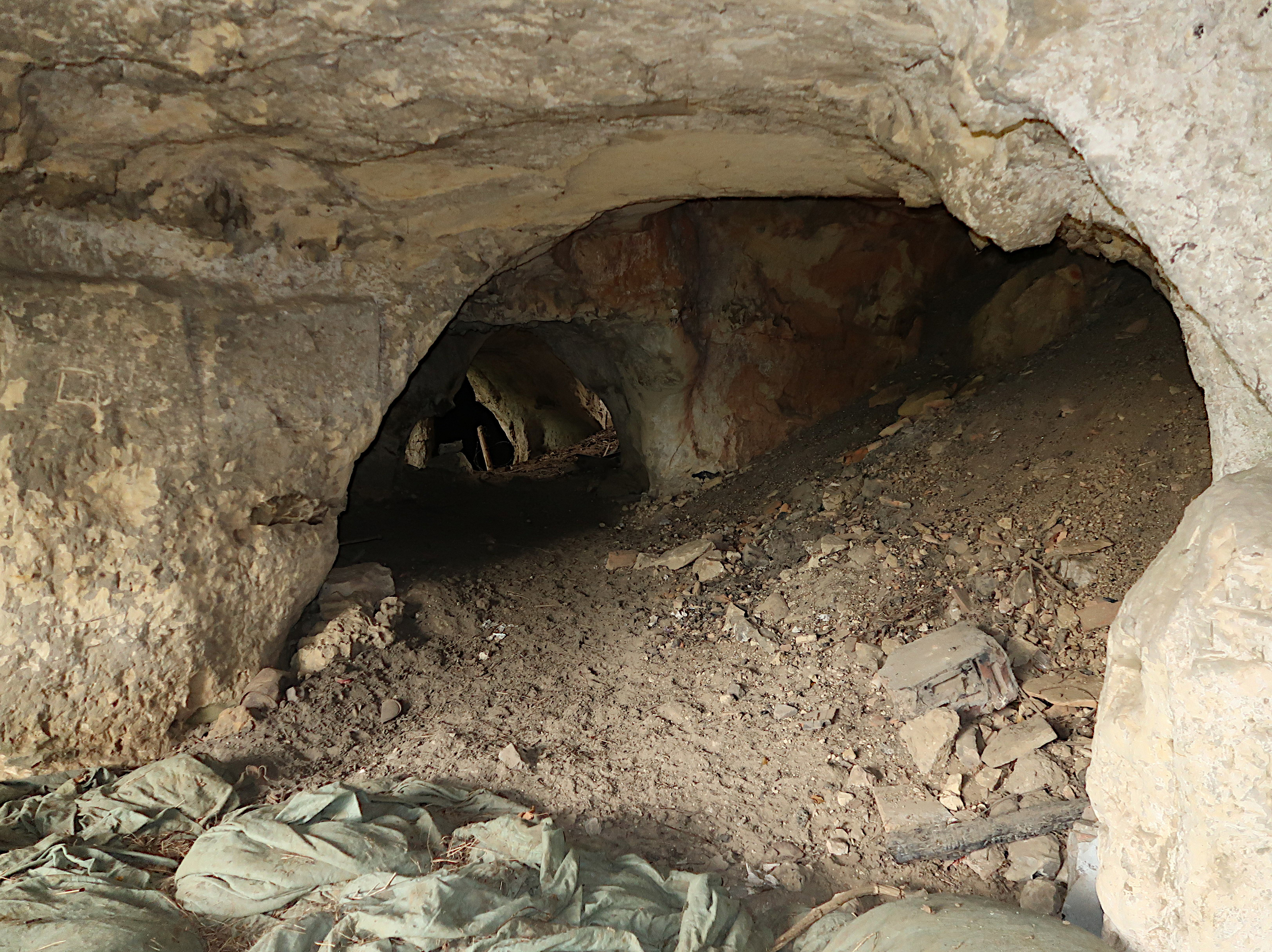
« Grotte des Goffettes », une ancienne exploitation de silex ensuite exploitation de tuffeau.
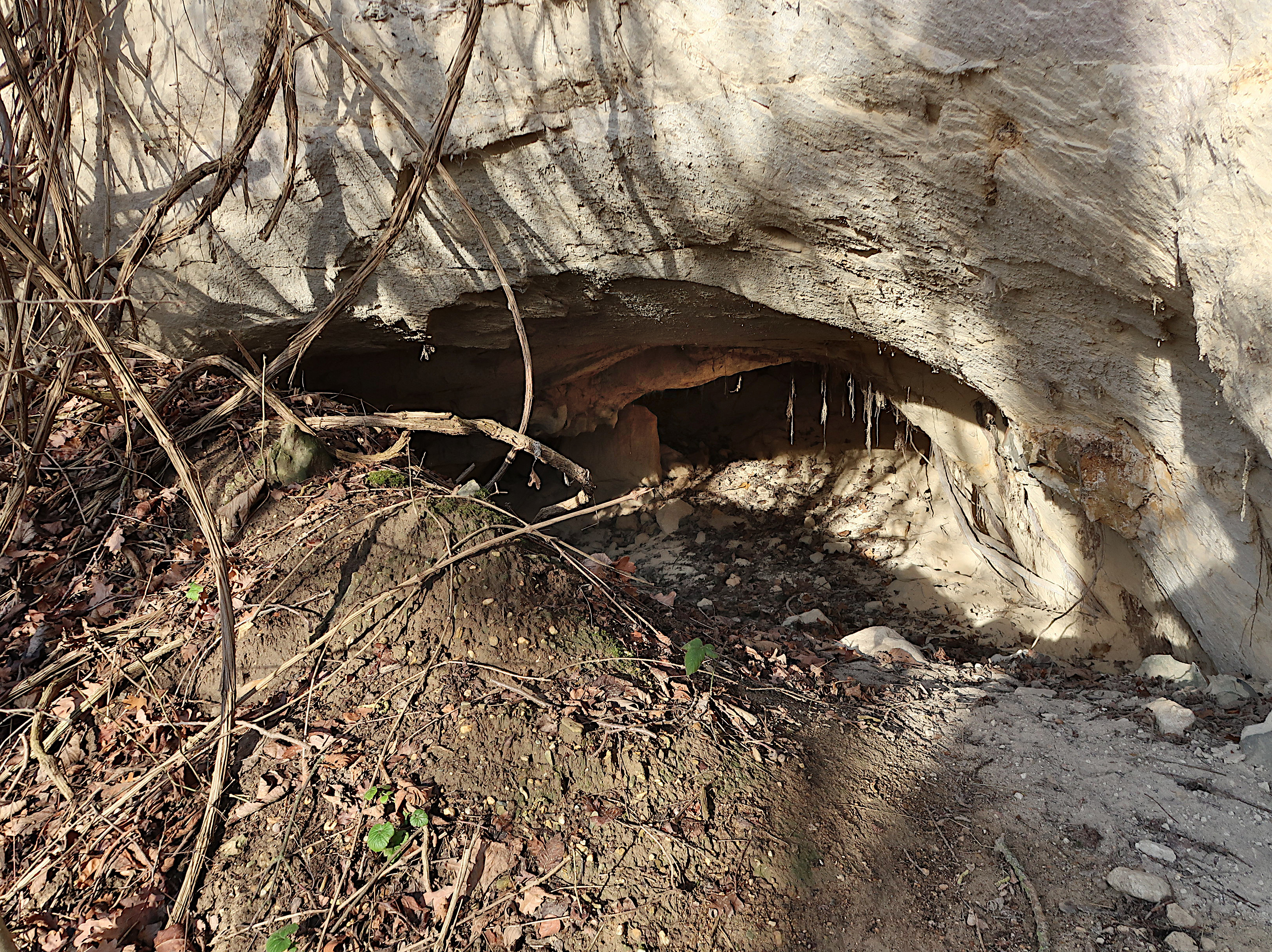
Anciennes carrières souterraines de silex et marne de So Hée (dessus Hée).